# Szent Genovéva
Szent Genovéva (franciául: Sainte Geneviève, latinul: Sancta Genovefa), (Nanterre, kb. 419/422 – Párizs, 502/512. január 3.) Párizs védőszentje a római katolikus és az ortodox keresztény hagyományban. A hagyomány szerint imái hárították el a városról Attila hun hadainak támadását. Ünnepe január 3.

## Élete
A Római Birodalom hanyatlása, a népvándorlás hullámai közepette született. Szülei, akik a Párizs közelében fekvő Nanterre-ben éltek, római nevükről ismertek – apja Severus, anyja Gerontia –, lányuk azonban már frank nevet kapott.
Állítólag a 6. századból származó, ismeretlen írójú életrajza szerint Genovéva hatéves kislányként találkozott az útban Anglia felé Nanterre-ben éjszakázó Szent Germanusszal és Szent Lupusszal, Germanus felismerte benne a jövendő szentet és kereszt vésettel díszített bronzérmet ajándékozott neki. Az életrajz szerint anyja megvakult, amikor megfenyítette a gyermeket, de visszanyerte a látást, amikor Genovéva vizet mert egy kútból, és megnedvesítette vele anyja szemeit.

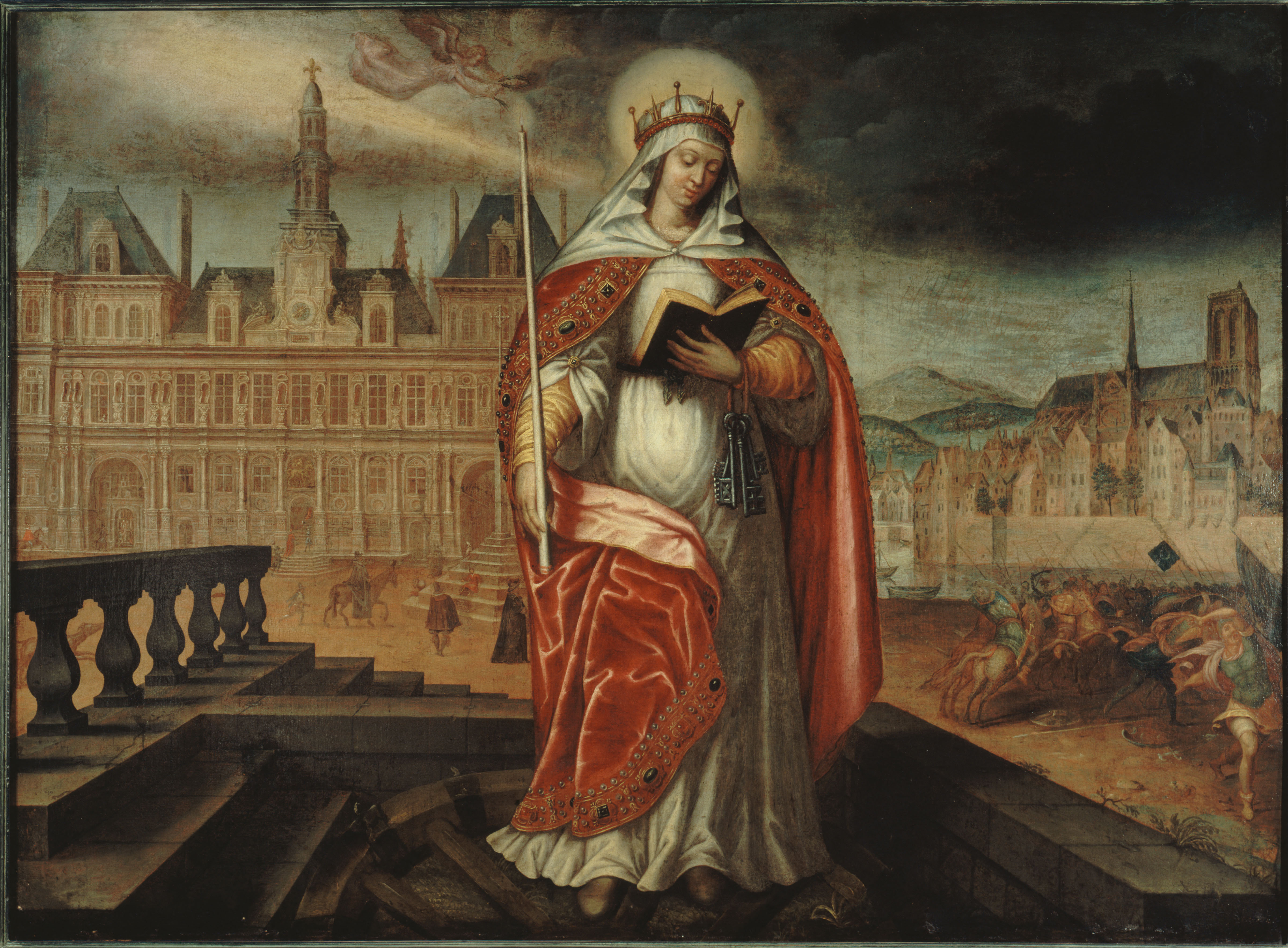
Szent Genovéva, 17. századi festmény a párizsi Musée Carnavalet-ben

Szülei halála után Párizsban élt, keresztanyjánál. Sokat imádkozott, böjtölt, és egy ízben majdnem belehalt egy betegségbe. Amikor felgyógyult, arról számolt be, hogy egy angyal felvitte az égbe. Az életrajz szerint olvasni tudott az emberek szívében. Negyven éven át csak csütörtökön és vasárnap evett, kenyeret és zöldséget, ezért többen boszorkánynak tartották. Párizsi házában lánytanítványok vették körül.
451 tavaszán Attila hun uralkodó seregeivel átkelt a Rajnán, elfoglalta Metzet és Párizs felé haladt tovább a Szajna völgyében. Párizsban pánik tört ki. Genovéva éjszakai imádságokra gyűjtötte össze a nőket, hogy lelket öntsön beléjük, de ezzel a nép gyűlöletét váltotta ki. A Szajna partjára vonszolták, hogy ott megkövezzék, de a haldokló Germanus fődiakónusa a segítségére sietett és megmentette. Attila Párizs helyett Orléans felé fordult.